# Liste der Baudenkmale in Burow
In der Liste der Baudenkmale in Burow sind alle denkmalgeschützten Bauten der Gemeinde Burow (Mecklenburg-Vorpommern) und ihrer Ortsteile aufgelistet. Grundlage ist die Veröffentlichung der Denkmalliste des Landkreises Mecklenburgische Seenplatte (Auszug) vom 20. Januar 2017.

## Baudenkmale nach Ortsteilen

### Burow
| ID  | Lage                                | Bezeichnung   | Beschreibung | Bild |
| --- | ----------------------------------- | ------------- | ------------ | ---- |
| 198 | Landesstraße 35 (am Abzweig Demmin) | Meilenobelisk |              |      |

### Mühlenhagen
| ID  | Lage                                                  | Bezeichnung | Beschreibung | Bild |
| --- | ----------------------------------------------------- | ----------- | ------------ | ---- |
| 816 | Mühlenhagen (gegenüber Mühlenhagen 5)                 | Wassermühle |              |      |
| 817 | Mühlenhagen (südlich des Wegabzweigs nach Rosemarsow) | Windmühle   |              |      |

### Weltzin
| ID   | Lage                                 | Bezeichnung                  | Beschreibung | Bild           |
| ---- | ------------------------------------ | ---------------------------- | ------------ | -------------- |
| 1137 | Lange Straße (Karte)                 | Kirche mit                   |              | Weitere Bilder |
| 1137 |                                      | Friedhof                     |              |                |
| 1137 |                                      | Feldsteintrockenmauer und    |              |                |
| 1137 |                                      | sechs Grabstelen 18./19. Jh. |              |                |
| 1138 | (Lange Straße)                       | Kriegerdenkmal 1914/18       |              |                |
| 1139 | Lange Straße / Einmündung Feldstraße | Meilenstein (Meilenobelisk)  |              |                |

## Quelle
- Karte der Baudenkmale im Geoportal des Landkreises